# 松葉真一
松葉 真一（まつば しんいち、8月16日 - ）は、日本の男優、スタントマンである。「Shin」という名義で映画、CM、舞台、ショーなどを中心に活動している。宮崎県出身。

## 略歴
幼少の頃からプロ野球選手に憧れて野球をはじめ、ピッチャーとして活躍。また、極真空手の指導員をしていた父の影響もあり、地方大会優勝の経歴も持つ。
2008年、左肩と腰の怪我が原因で大学の野球部を退部した。
2009年、アメリカ映画『ヘルボーイ』を観て俳優/スタントマンを志し、劇団での演技レッスン、舞台出演等の活動を開始する。同年10月より渡米し、ロサンゼルスでスタントオーディションを受けている。
2011年に帰国し、2012年より日本で本格的に俳優/スタントマンとして活動を開始。ユニバーサル・スタジオ・ジャパンにてウォーターワールドにオックス役として出演。

## 人物
- アメリカでの生活とオーディション経験からか、とても流暢な英語を話す[1]。
- 格闘技をベースにしたより実践的なスタント・アクションを得意とする。また、バック転・バック宙などのアクロバットもこなす。
- 交友範囲がとても広く、芸能関係のみならず、格闘家やプロレスラー、スポーツ選手などともプライベートで交流がある。特にドラゴンゲートプロレスのプロレスラーであるサイバーコングとは交流が深く、氏のオフィシャルブログにも度々登場している[2]。

## 主な出演作品

### 映画
2012年
- 狼の生活（堀田鮫太郎役）

2014年
- 時空脱獄NINJA ジライヤ（サスケ役）

### CM
2014年
- アイ・オー・データ機器「CDレコ」（メタルミュージシャン役）

### ラジオ
2013年
- シティエフエム都城「サタデーインザパーク」

### 舞台
2014年
- CID-UNESCO「38th WORLD DANCE CONGRESS」（アクター）